# Mycedium
Mycedium is een geslacht van neteldieren uit de klasse van de Anthozoa (bloemdieren).

## Soorten
- Mycedium elephantotus (Pallas, 1766)
- Mycedium mancaoi Nemenzo, 1979
- Mycedium robokaki Moll & Best, 1984
- Mycedium spina Ditlev, 2003
- Mycedium steeni Veron, 2000
- Mycedium tuediae (Dana, 1846)
- Mycedium umbra Veron, 2000